# Fontaine-la-Mallet
 Fontaine-la-Mallet  es una población y comuna francesa, en la región de Alta Normandía, departamento de Sena Marítimo, en el distrito de Le Havre y cantón de Montivilliers.

## Demografía
| 862 | 922 | 1503 | 2446 | 2482 | 2544 |
| Para los censos de 1962 a 1999 la población legal corresponde a la población sin duplicidades (Fuente: INSEE [Consultar]) |     |      |      |      |      |